# ارضا (نمی‌شوم)
«ارضا (نمی‌شوم)» (به انگلیسی: ‎(I Can't Get No) Satisfaction) ترانه‌ای از گروه راک رولینگ استونز است که در سال ۱۹۶۵ منتشر شد. «خشنودی» را میک جَگِر و کیث ریچاردز را نوشته‌اند و تهیه‌کنندهٔ آن اندرو لوگ اولدهم بوده‌است.
این ترانه به‌خاطر ریف گیتار آغازین آن و شعرش-که به سکس اشاره دارد و مضمونی ضد تجاری دارد-شهرت دارد. این موضوع دومی اختصاصاً باعث شده‌است ترانهٔ «خشنودی» به‌عنوان «نوعی حمله به وضعیت موجود» شناخته شود.
«خشنودی» اولین‌بار در ژوئن ۱۹۶۵ و در قالب تک‌آهنگ در ایالات متحده منتشر شد و ۱ ماه بعد به‌عنوان یکی از قطعات-نسخهٔ آمریکایی-آلبوم بیرون از کله‌های ما روانهٔ بازار شد. «خشنودی» برای رولینگ استونز به یک موفقیت بزرگ تبدیل شد و اولین «شماره ۱» آن‌ها در ایالات متحده بود.
در ابتدا به‌خاطر این‌که متن «خشنودی» بیش از اندازه «جنسی» در نظر گرفته‌می‌شد، فقط از ایستگاه‌های رادیویی غیرقانونی پخش می‌شد. این ترانه در اوت ۱۹۶۵ در بریتانیا روانهٔ بازار شد و در زمان انتشارش به ۴اُمین «شماره ۱» رولینگ استونز در جدول‌های فروش پادشاهی متحد تبدیل شد.
این ترانه به‌عنوان یکی از برترین قطعه‌های راک همهٔ زمان‌ها شناخته شده‌است. مجلهٔ رولینگ استون در سال ۲۰۰۴ و در رده‌بندی «۵۰۰ ترانهٔ برتر همهٔ دوران» جایگاه دوم را به «خشنودی» اختصاص داد و در سال ۲۰۰۶ کتابخانه کنگرهٔ آمریکا آن را ثبت ملی کرد.